# 艾德韦
艾德韦，是匈牙利杰尔-莫雄-肖普朗州所辖的一个村。总面积5.05平方公里，总人口108，人口密度21.4人/平方公里（2011年1月1日）。